# 마르티나 스바토프스카벤글라르치크
마르티나 마티아 스바토프스카벤글라르치크(폴란드어: Martyna Matia Swatowska-Wenglarczyk, 1994년 7월 8일~)는 폴란드의 펜싱 선수로 주 종목은 에페이다. 2024년 하계 올림픽에서 여자 에페 단체전 동메달을 획득했다.
결혼 전 이름은 마르티나 마티아 스바토프스카(폴란드어: Martyna Matia Swatowska)이다.

## 수상

### 수훈
- 금빛 명예십자장(2024년)